# 한국벤처투자
한국벤처투자주식회사(韓國-投資, Korea Venture Investment Corporation)는 중소기업 및 벤처기업의 성장ㆍ발전을 위한 투자 촉진을 위해 벤처기업육성에관한특별조치법에 의거 2005년 6월 설립된 중소기업 투자모태조합운영 전담회사로 중소벤처기업부 소관 공공기관이다. 소재지는 서울특별시 서초구 서초대로 45길 16(서초동 1706-5) VR빌딩에 위치하고 있다.

## 주요기능 및 역할
- 중소기업 및 벤처기업에 대한 투자를 목적으로 설립된 조합등에 대한 출자
- 중소기업 및 벤처기업에 대한 투자
- 해외벤처투자자금의 유치지원
- 중소기업창업투자회사의 육성
- 중소기업창업투자회사의 전문인력 양성을 위한 교육사업

## 기관 연혁
- 2004년 12월 31일: 벤처기업육성에관한특별조치법 개정으로 모태조합 결성 근거 마련
- 2005년 6월 28일: 모태조합 투자관리전문기관 지정 (중기청)
- 2005년 6월 29일: 한국모태펀드 결성식 및 한국벤처투자(주) 개소
- 2007년 12월: 서초동 사옥 이전
- 2008년 8월 6일: 대표이사 김형기 취임
- 2009년 12월: 한국모태펀드 1조원 달성
- 2011년 8월 7일: 대표이사 정유신 취임

## 조직

### 대표이사
- 감사
  - 감사팀

#### 경영기획본부
- 기획관리팀
- 경영지원팀

#### 투자운용본부
- 투자운용1팀
- 투자운용2팀
- 조사분석팀

#### 투자관리본부
- 투자관리1팀
- 투자관리2팀
- 투자관리3팀

#### 글로벌본부
- 글로벌투자팀
- 미국사무소
- 중국사무소
- 싱가포르사무소

#### 엔젤투자본부
- 엔젤투자팀
- 엔젤관리팀

#### 준법서비스본부
- 준법지원팀
- 리스크관리팀

## 참고 자료
- 한국벤처투자 - 알리오(공공기관 경영정보 공개시스템)